# NGC 3642
NGC 3642 је спирална галаксија у сазвежђу Велики медвед која се налази на NGC листи објеката дубоког неба.
Деклинација објекта је + 59° 4' 30" а ректасцензија 11h 22m 17,5s. Привидна величина (магнитуда) објекта NGC 3642 износи 10,8 а фотографска магнитуда 11,6. Налази се на удаљености од 27,5000 милиона парсека од Сунца. NGC 3642 је још познат и под ознакама UGC 6385, MCG 10-16-128, CGCG 291-62, IRAS 11194+5920, PGC 34889.